# Robin Walker (homme politique)
Pour les articles homonymes, voir Robin Walker et Walker.
Robin Caspar Walker, né le 12 avril 1978 dans les Midlands de l'Ouest, est un homme politique britannique. 
De 2021 à 2022, il est ministre d'État aux Normes scolaires.

## Carrière politique
Fils de Peter Walker (baron Walker de Worcester), il étudie au St. Paul's School, avant de poursuivre ses études au Balliol College à Oxford où il est nommé B.A. (Licencié ès arts) en 2002.
Membre du Parti conservateur, il fait son entrée au Parlement en 2010 comme député de Worcester. Secrétaire parlementaire privé (PPS) de Liz Truss en tant que Secrétaire d'État à l'Environnement, à l'Alimentation et aux Affaires rurales depuis 2014, il est en 2015 nommé PPS à Nicky Morgan, secrétaire d'État à l'Éducation, par le premier ministre Cameron.
La première ministre Theresa May le nomme secrétaire parlementaire à la Sortie britannique de l'UE le 17 juillet 2016.